# Rhodanthe

Rhodanthe es un género  de plantas  perteneciente a la familia Asteraceae. Comprende 51 especies descritas y de estas, solo 46 aceptadas.

## Taxonomía
El género fue descrito por John Lindley y publicado en Edwards's Botanical Register 1703. 1834.
Etimología
El nombre Rhodanthe deriva del griego rhodon, rosa y anthos, flor.

## Especies
- Rhodanthe anthemoides (Sieber ex Spreng.) Paul G.Wilson
- Rhodanthe ascendens  Paul G.Wilson
- Rhodanthe battii  (F.Muell.) Paul G.Wilson
- Rhodanthe charsleyae  (F.Muell.) Paul G.Wilson
- Rhodanthe chlorocephala  (Turcz.) Paul G.Wilson
- Rhodanthe citrina  (Benth.) Paul G.Wilson
- Rhodanthe collina  Paul G.Wilson
- Rhodanthe condensata  (F.Muell.) Paul G.Wilson
- Rhodanthe corymbiflora  (Schltdl.) Paul G.Wilson
- Rhodanthe corymbosa  (A.Gray) Paul G.Wilson
- Rhodanthe cremea  Paul G.Wilson
- Rhodanthe diffusa  (A.Cunn. ex DC.) Paul G.Wilson
- Rhodanthe floribunda  (DC.) Paul G.Wilson
- Rhodanthe forrestii  (F.Muell.) Paul G.Wilson
- Rhodanthe frenchii  (F.Muell.) Paul G.Wilson
- Rhodanthe fuscescens  (Turcz.) Paul G.Wilson
- Rhodanthe gossypina  Paul G.Wilson
- Rhodanthe haigii  (F.Muell.) Paul G.Wilson
- Rhodanthe heterantha  (Turcz.) Paul G.Wilson
- Rhodanthe humboldtiana  (Gaudich.) Paul G.Wilson
- Rhodanthe laevis  (A.Gray) Paul G.Wilson
- Rhodanthe manglesii  Lindl.
- Rhodanthe maryonii  (S.Moore) Paul G.Wilson
- Rhodanthe microglossa  (Maiden & Betche) Paul G.Wilson
- Rhodanthe moschata  (A.Cunn. ex DC.) Paul G.Wilson
- Rhodanthe nullarborensis  Paul G.Wilson
- Rhodanthe oppositifolia  (S.Moore) Paul G.Wilson
- Rhodanthe pollackii  (F.Muell.) Paul G.Wilson
- Rhodanthe polycephala  (A.Gray) Paul G.Wilson
- Rhodanthe polygalifolia  (DC.) Paul G.Wilson
- Rhodanthe polyphylla  (F.Muell.) Paul G.Wilson
- Rhodanthe propinqua  (W.Fitzg.) Paul G.Wilson
- Rhodanthe psammophila  Paul G.Wilson
- Rhodanthe pygmaea  (DC.) Paul G.Wilson
- Rhodanthe rubella  (A.Gray) Paul G.Wilson
- Rhodanthe rufescens  Paul G.Wilson
- Rhodanthe sphaerocephala  Paul G.Wilson
- Rhodanthe spicata  (Steetz) Paul G.Wilson
- Rhodanthe sterilescens  (F.Muell.) Paul G.Wilson
- Rhodanthe stricta  (Lindl.) Paul G.Wilson
- Rhodanthe stuartiana  (Sond. & F.Muell.) Paul G.Wilson
- Rhodanthe tietkensii  (F.Muell.) Paul G.Wilson
- Rhodanthe troedelii  (F.Muell.) Paul G.Wilson
- Rhodanthe uniflora  (J.M.Black) Paul G.Wilson